# Guðleifr Arason
Guðleifr Arason (n. 947) fue un guerrero vikingo de Reykhólar, Austur-Barðastrandarsýsla, Islandia. Hijo de Ari Masson y Þorgerður Álfsdóttir, es sobre todo conocido por ser el compañero del misionero Þangbrandr durante su viaje de evangelización a la isla, siguiendo instrucciones del rey Olaf Tryggvason durante su estancia en Noruega.
Según la saga de Njál, fue ejecutor directo o indirecto de los escaldos Vetrliði Sumarliðason y Þorvaldr veili que eran paganos confesos, opuestos a la conversión cristiana forzosa y que escribieron versos difamatorios contra ellos. Los hermanos Þorleikur y Ketill Hólmsteinsson prohibieron a los colonos tener ningún trato con los violentos misioneros.